# إدي مولر
إدي مولر (بالإنجليزية: Eddie Muller) هو كاتب وصحفي وناقد سينمائي أمريكي، ولد في 15 أكتوبر 1958 في سان فرانسيسكو في الولايات المتحدة.

## وصلات خارجية
- إدي مولر على موقع IMDb (الإنجليزية)
- إدي مولر على موقع روتن توميتوز (الإنجليزية)
- إدي مولر على موقع قاعدة بيانات الفيلم (الإنجليزية)